# Collectie de Grez
De Collectie de Grez is een kunstverzameling van 4250 tekeningen van de 16e tot de 19e eeuw. Deze werd in 1914 in zijn geheel geschonken aan het Brussels Koninklijk Museum voor Schone Kunsten door de familie De Grez.

## Situering
Het tekeningenkabinet van het Brussels Museum voor Schone Kunsten werd in 1914 verrijkt met een uitzonderlijke verzameling tekenbladen van de uit Breda afkomstige collectioneur jhr. mr. Josephus Ludovicus de Grez (1817-1902). Het is een collectie van 4.250 bladen, daterende van de 16e tot de 19e eeuw uit verschillende kunstscholen, met het zwaartepunt op de Zuid-Nederlandse en de Hollandse school. 

## Verzameling
Uit de Hollandse school behoren namen als Hendrick Goltzius, Jacob de Gheyn de Jongere, Pieter Saenredam en de grootmeester in de tekenkunst Rembrandt van Rijn met "Staande man met wijde mantel en grote hoed". 

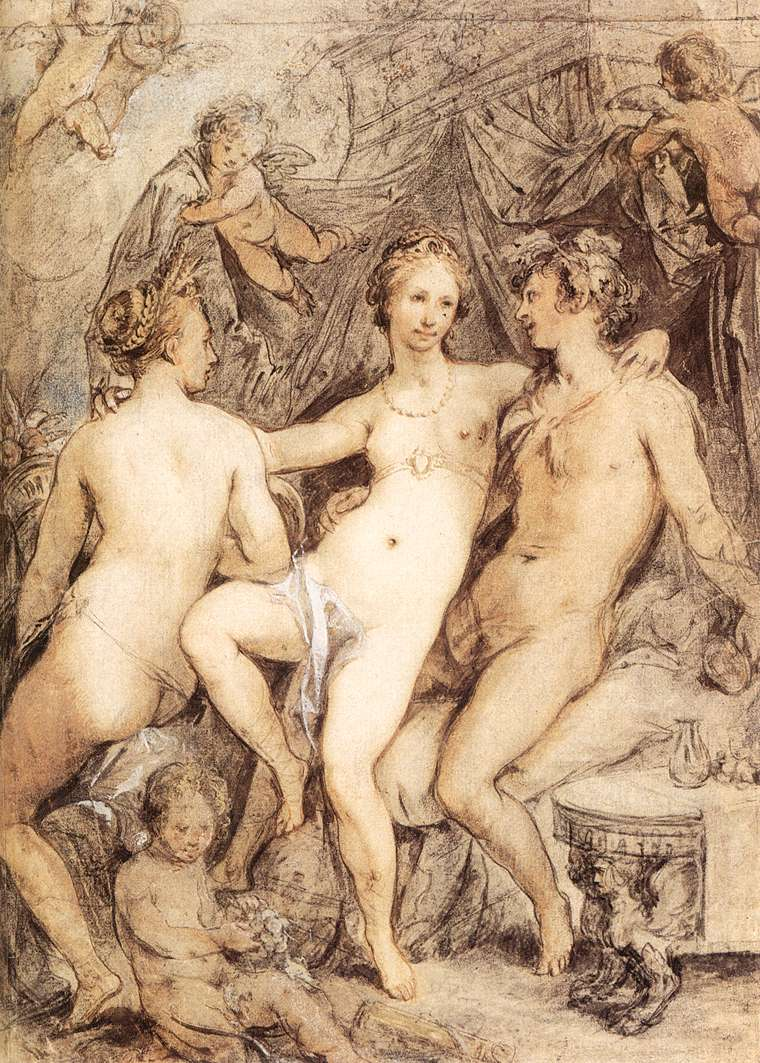
Hendrick Goltzius
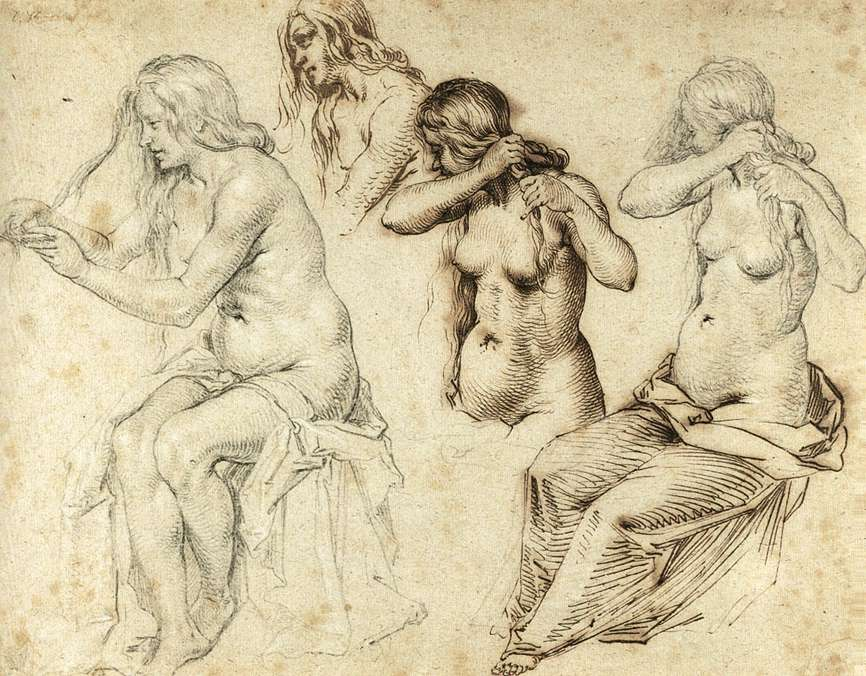
Jacob de Gheyn (II)
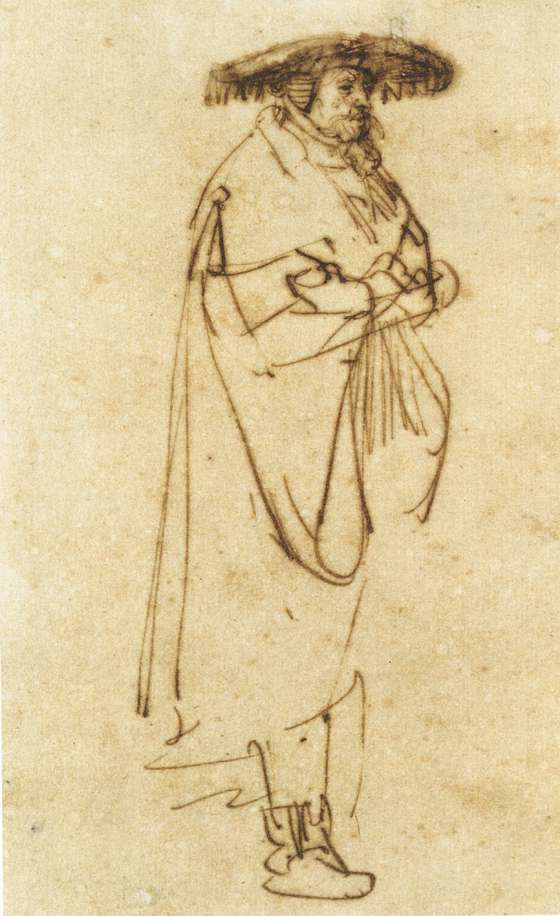
Rembrandt
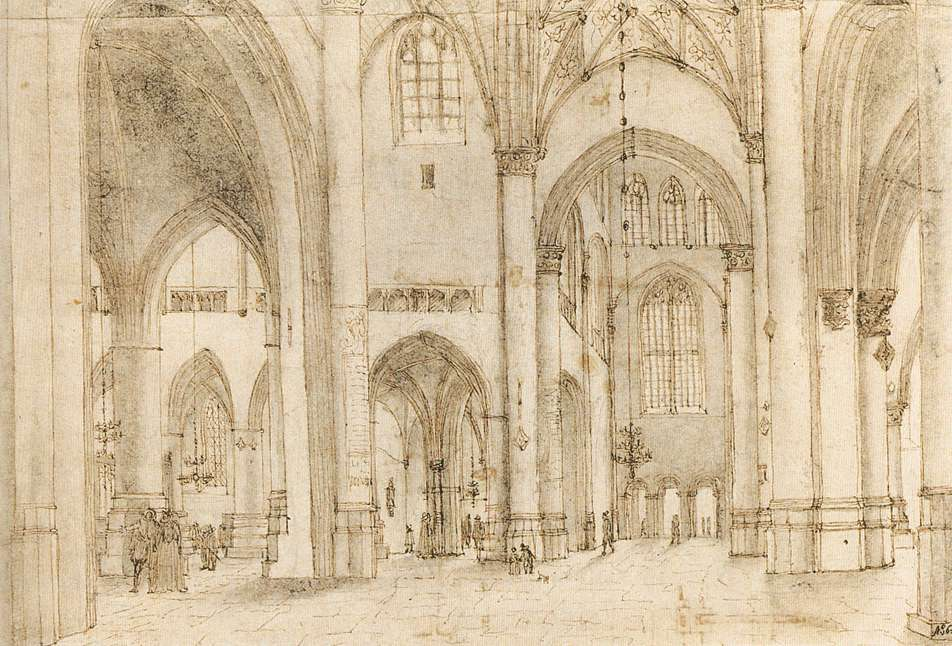
Pieter Saenredam
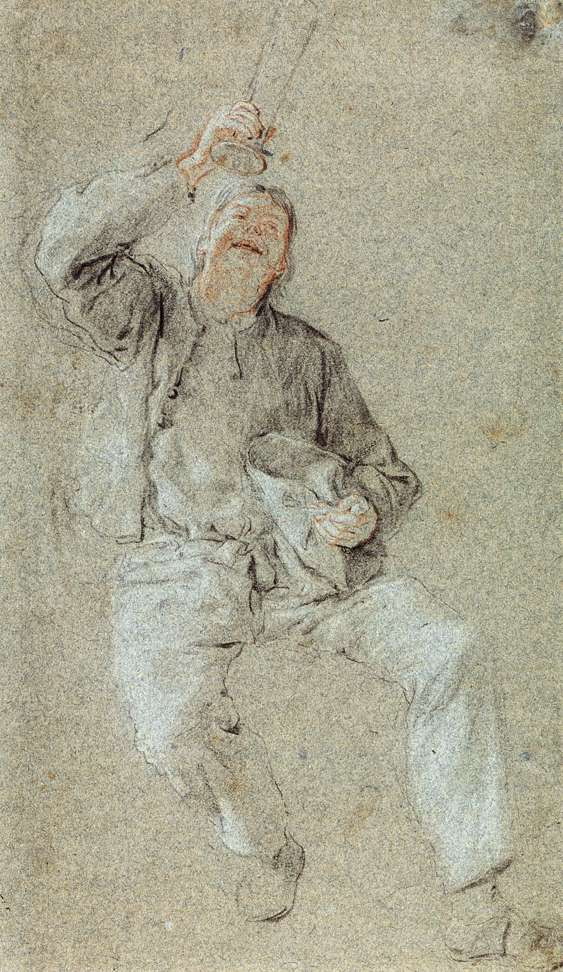
Cornelis Dusart

De collectie Zuid-Nederlandse tekeningen omvat werken van kunstenaars als Pieter Bruegel de Oude (met "De Voorzichtigheid"), Frans Floris en Maerten de Vos. 

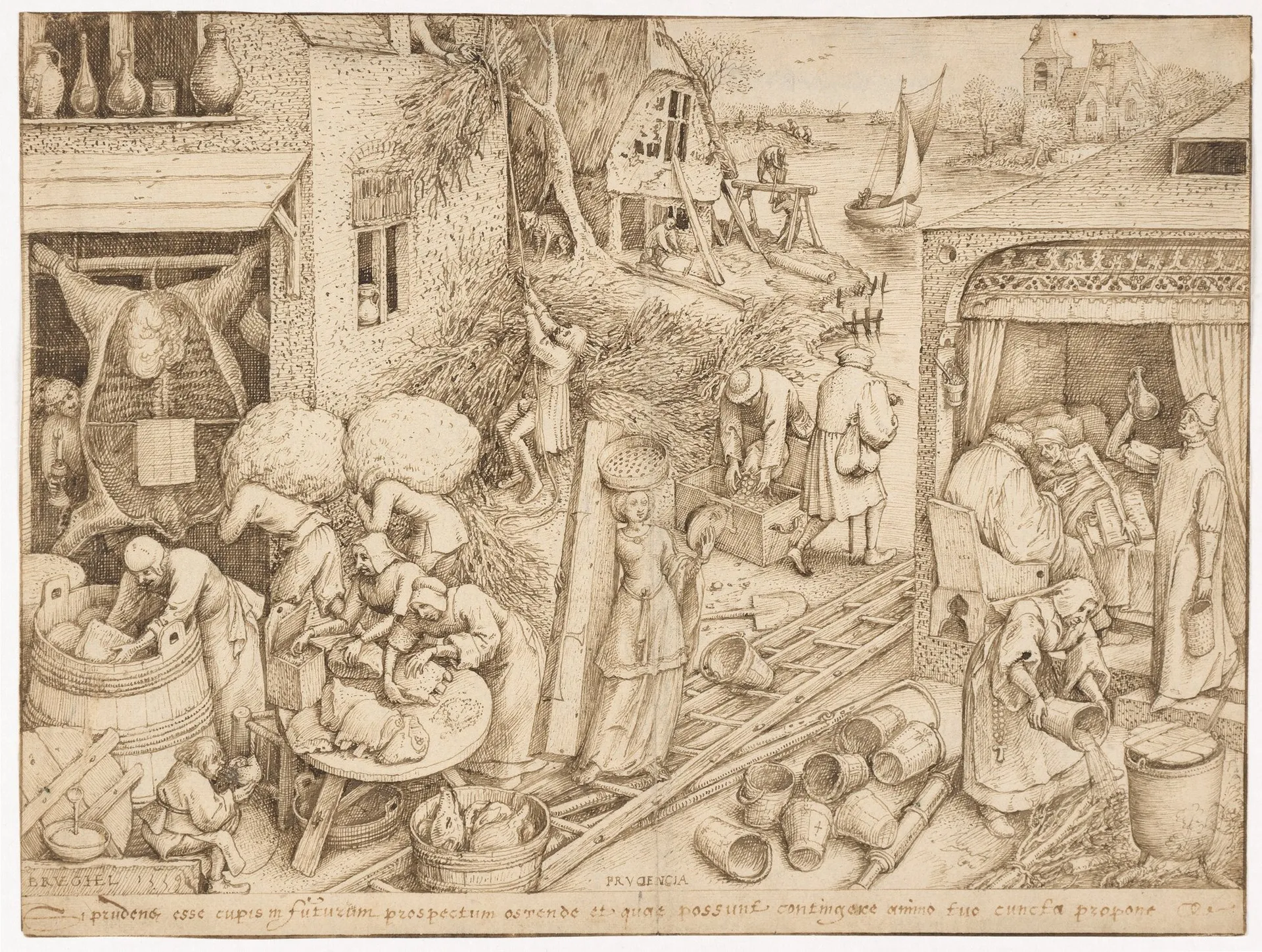
Pieter Bruegel de Oude
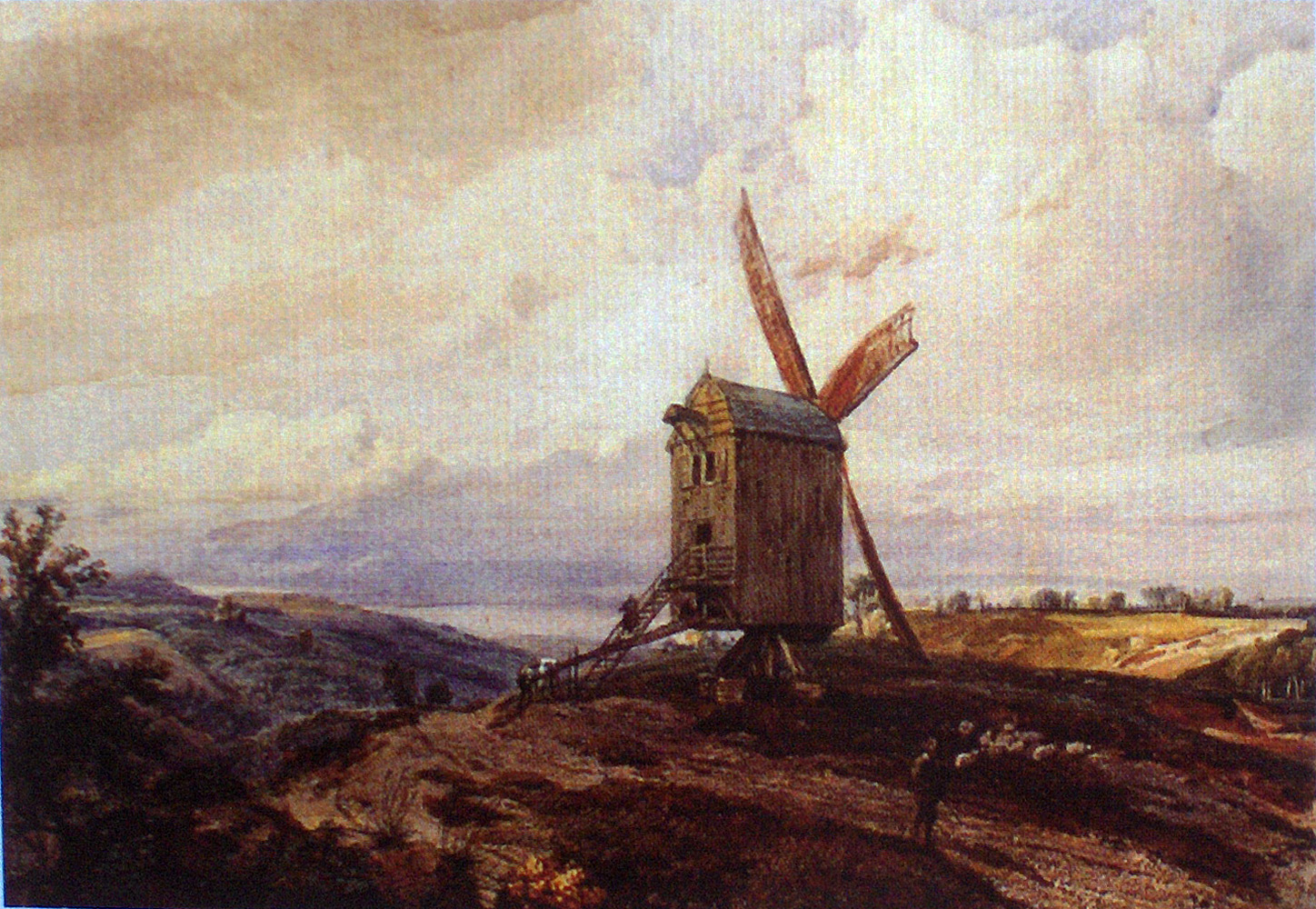
Théodore Fourmois

De Franse en Italiaanse school is aanwezig met onder meer Laurent de la Hyre en Federico Zuccaro.

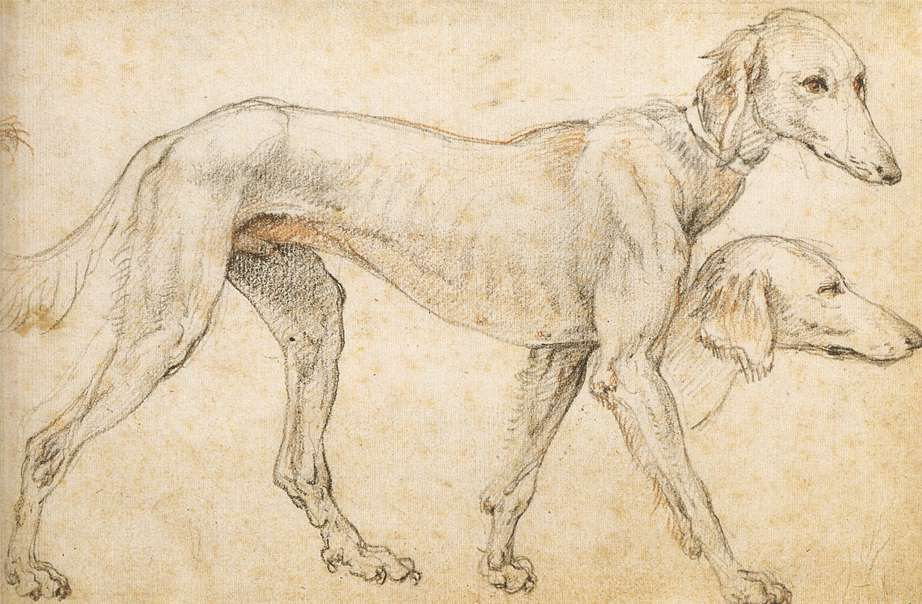
Federico Zuccaro